# 武当庙
武当庙，位于宁夏回族自治区石嘴山市大武口区韭菜沟口，是中华人民共和国宁夏回族自治区文物保护单位之一。
2005年9月15日，授予宁夏回族自治区文物保护单位，是一座古建筑。